# Montipouret
Montipouret és un municipi francès, situat al departament de l'Indre i a la regió de Centre – Vall del Loira. L'any 2007 tenia 567 habitants.

## Demografia

### Població
El 2007 la població de fet de Montipouret era de 567 persones. Hi havia 244 famílies, de les quals 84 eren unipersonals (32 homes vivint sols i 52 dones vivint soles), 88 parelles sense fills, 56 parelles amb fills i 16 famílies monoparentals amb fills.
La població ha evolucionat segons el següent gràfic:
Habitants censats

### Habitatges
El 2007 hi havia 344 habitatges, 249 eren l'habitatge principal de la família, 70 eren segones residències i 24 estaven desocupats. Tots els 342 habitatges eren cases. Dels 249 habitatges principals, 199 estaven ocupats pels seus propietaris, 45 estaven llogats i ocupats pels llogaters i 5 estaven cedits a títol gratuït; 5 tenien una cambra, 28 en tenien dues, 70 en tenien tres, 65 en tenien quatre i 82 en tenien cinc o més. 158 habitatges disposaven pel capbaix d'una plaça de pàrquing. A 94 habitatges hi havia un automòbil i a 119 n'hi havia dos o més.

### Piràmide de població
La piràmide de població per edats i sexe el 2009 era:
| Homes | Edats   | Dones |
| ----- | ------- | ----- |
| 0     | 95 o +  | 0     |
| 0     | 90 a 94 | 0     |
| 4     | 85 a 89 | 16    |
| 8     | 80 a 84 | 4     |
| 8     | 75 a 79 | 4     |
| 20    | 70 a 74 | 20    |
| 24    | 65 a 69 | 20    |
| 24    | 60 a 64 | 12    |
| 12    | 55 a 59 | 8     |
| 28    | 50 a 54 | 8     |
| 20    | 45 a 49 | 24    |
| 20    | 40 a 44 | 28    |
| 16    | 35 a 39 | 8     |
| 4     | 30 a 34 | 20    |
| 8     | 25 a 29 | 8     |
| 12    | 20 a 24 | 12    |
| 16    | 15 a 19 | 16    |
| 12    | 10 a 14 | 16    |
| 12    | 5 a 9   | 12    |
| 20    | 0 a 4   | 0     |

## Economia
El 2007 la població en edat de treballar era de 360 persones, 248 eren actives i 112 eren inactives. De les 248 persones actives 228 estaven ocupades (121 homes i 107 dones) i 21 estaven aturades (14 homes i 7 dones). De les 112 persones inactives 37 estaven jubilades, 31 estaven estudiant i 44 estaven classificades com a «altres inactius».

### Ingressos
El 2009 a Montipouret hi havia 254 unitats fiscals que integraven 552 persones, la mediana anual d'ingressos fiscals per persona era de 17.198 €.

### Activitats econòmiques
Dels 15 establiments que hi havia el 2007, 2 eren d'empreses de fabricació d'altres productes industrials, 1 d'una empresa de construcció, 1 d'una empresa de comerç i reparació d'automòbils, 5 d'empreses d'hostatgeria i restauració, 1 d'una empresa financera, 4 d'empreses de serveis i 1 d'una empresa classificada com a «altres activitats de serveis».
Dels 4 establiments de servei als particulars que hi havia el 2009, 1 era un taller de reparació d'automòbils i de material agrícola, 1 empresa de construcció i 2 restaurants.
L'any 2000 a Montipouret hi havia 36 explotacions agrícoles que ocupaven un total de 1.666 hectàrees.

## Equipaments sanitaris i escolars
El 2009 hi havia una escola elemental integrada dins d'un grup escolar amb les comunes properes formant una escola dispersa.

## Poblacions més properes
El següent diagrama mostra les poblacions més properes.